# Ian Barnes
Ian Barnes é um cineasta britânico. Como reconhecimento, foi nomeado ao Oscar 2011 na categoria de Melhor Curta-metragem por Wish 143.